# Urraca I của León
Urraca I của León (tiếng Tây Ban Nha: Urraca I de León; tiếng Anh: Urraca of León; Tiếng Pháp: Urraque Ire de León; Tiếng Bồ Đào Nha: Urraca I de Leão e Castela; Tiếng Catalunya: Urraca I de Lleó; 1081 – 8 tháng 3 năm 1126), được gọi là Urraca Liều Lĩnh (Urraca la Temeraria), là Nữ vương của Vương quốc Castilla, León, và Galicia từ năm 1109 đến năm 1126. Urraca I là Nữ vương đầu tiên của Castilla và León.

## Thân thế
Không rõ các ghi chép cụ thể về ngày sinh cũng như nơi sinh của Urraca, tuy nhiên các nhà sử học tin rằng Urraca sinh vào khoảng năm 1081 gần Sahagún hoặc León. Urraca là con gái đầu lòng của Alfonso VI của León và Constance xứ Bourgogne. Constance chính là cháu nội của Robert II của Pháp, do đó có họ hàng với Vương thất Pháp. Ngoài ra, một trong những người cậu của Constance là vị trưởng tu viện đầy quyền lực, Hughes xứ Cluny, người mà Alfonso cố gắng liên minh bằng việc kết hôn với cháu của Hughes. Constance cũng có họ hàng tương đối gần với người vợ đầu của chồng là Agnes xứ Aquitaine (bà là cháu đằng nội của Agnes), và Giáo hoàng Grêgôriô VII chỉ cho phép cuộc hôn nhân diễn ra khi Alfonso chấp nhận thay đổi các nghi thức từ của cộng đồng Công giáo từ thời còn thuộc Al-Andalus sang nghi thức Công giáo La Mã.
Mặc dù là người con duy nhất của cha mẹ, tuổi thơ của Urraca được ghi chép rất ít. Một trong những người giám hộ được biết đến là đã kèm cặp cho bà là Pedro Ansúrez (không có các văn bản đương thời nào còn sót lại xác nhận việc này), và hai trong số những giáo viên đã dạy cho Urraca lúc nhỏ là giám mục Pedro (người mà sau này cùng bà đến Galicia sau khi Urraca kết hôn) và Domingo Flacóniz. Mối quan hệ của Urraca với cô ruột là Elvira của León, Lãnh chúa xứ Toro rất thân thiết, được thể hiện qua việc bà được bổ nhiệm làm người giám hộ cho con gái của Urraca là Sancha Raimúndez của León và Castilla.

## Bá tước phu nhân xứ Galicia
Trước tháng 2 năm 1093, Urraca kết hôn với Raymond xứ Bourgogne, một quý tộc người Bourgogne đến León theo lời kêu gọi của Alfonso VI nhằm tổ chức một cuộc thập tự chinh Công giáo chống lại người người Almoravid sau thất bại tại Sagrajas. Có thông tin rằng Raymond đã đến vương quốc vào khoảng năm 1086 hoặc 1087 trong một đoàn tuỳ tùng dẫn đầu bởi anh rể là Eudes I xứ Bourgogne, người sau đó thất bại trong việc chiếm Tudela. Sau khi cuộc vây hãm thất bại, đoàn tuỳ tùng của Eudes đến León để thăm người bác bên nội là Vương hậu León. Trong chuyến thăm đó, Urraca được hứa hôn và có lẽ là đã kết hôn với Raymond, mặc dù Urrac khi đó mới chỉ có khoảng 8-10 tuổi, chưa đủ tuổi kết hôn theo giáo luật. Urraca cùng chồng khi đó cai trị một vùng đất với khu vực Tây Bắc lãnh thổ khi đó giáp với Đại Tây Dương, chạy dọc từ biên giới phía Nam giáp với các nhà nước Hồi giáo cho đến rặng núi Cantabrica.
Dù Raymond đã đến tuổi trưởng thành khi kết hôn, Alfonso vẫn tiếp tục quản lý Galicia. Đại diện của Alfonso tại Galicia, Pedro Vimaraz, qua đời trong khoảng thời gian Urraca kết hôn nên Alfonso bổ nhiệm Arias Diaz làm người kế vị. Diego Gelmírez, một linh mục trẻ tài năng, được Alfonso giao chức vụ "chưởng lý" Galacia. Mặt khác, Raymond và Urraca cũng tham gia vào việc quản lý các tỉnh khác, ví dụ như việc họ chứng kiến ký kết các hiến chương nhân dịp việc tái định cư ở Ávila, Segovia, Salamanca và Zamora. Năm 1093, mẹ của Urraca qua đời và tình nhân người Moor của Alfonso là Zaida xứ Sevilla sinh ra một cậu con trai, Sancho Alfonsez. Sự ra đời của người em trai ngoại hôn đe doạ vị trí người thừa kế mà Urraca nắm giữ. Năm 1096, Vương quốc Galicia bị chia đôi sau cuộc hôn nhân giữa Teresa của León, người chị gái ngoại hôn và khác mẹ của Urraca, và Henri xứ Bourgogne: trong khi Teresa cùng chồng nhận của hồi môn là Bá quốc Bồ Đào Nha (tức các vùng đất nằm giữa hai con sông Douro và Minho), thì Urraca được tiếp cai trị phần đất còn lại thuộc Galicia. Điều này làm suy yếu quyền lực của hai vợ chồng nhiều hơn nữa.
Urraca được chồng đảm nhận việc giáo dưỡng, với việc ông được nhắc đến với vai trên trong hầu hết các tài liệu khi là Bá tước xứ Galicia. Hai tài liệu xác nhận đặc quyền thị dân của thành Santiago de Compostella vào các năm 1095 và 1105 có nhắc đến tên Urraca cùng danh xưng "Urraca regina". Danh xưng này có lẽ thể hiện sự chống đối của Urraca với khi bà gần như được nhắc đến sau, mặc dù một infanta thời bấy giờ thi thoảng sẽ xưng là "regina". Sancho Alfónsez được nhắc đến thường xuyên trong một sắc lệnh vào năm 1103, chứng tỏ rằng Alfonso coi con trai mình là người kế vị hợp pháp, mặc dù các giáo sĩ phản đối vì Sancho là con ngoại hôn. Đến tháng 3 năm 1107, Sancho được bầu làm vua theo đề xuất của Alfonso. Raymond trong khi đó cùng anh vợ Henri lên kế hoạch tranh đoạt ngôi vị, Các văn bản liên minh của họ được một tu sĩ cấp cao từ tu viện Cluny xác nhận khoảng cuối năm 1105 hoặc đầu năm 1106: trong đó họ đồng ý chia đôi đất của cha rể mà không cần quan tâm đến tuyên bố ngôi vị của Sancho, với việc Henri đồng ý trở thành chư hầu cho Raymond.
Raymond đột ngột đổ bệnh nặng và mất không lâu sau đó tại Grajal de Campos vào tháng 9 năm 1107. Người vợ góa Urraca ngay sau đó nắm toàn quyền cai trị Galicia. Danh xưng được bà sử dụng lúc này là "Nữ vương của toàn Galicia" được ghi trong một bức thư gửi cho Nhà thờ chính tòa Lugo cuối năm 1107/đầu năm 1108. Các giáo sĩ và quý tộc Galicia coi đứa con trai của Urraca của Raymond, tức Alfonso Raimúndez là người kế vị hợp pháp của Raymond. Vị trí người thừa kế của cha cậu bé đã được xác nhận trước sự chứng kiến của họ tại một cuộc họp ở León bởi Alfonso VI. Nhà vua cũng thừa nhận quyền cai trị Galicia của cháu trai ông trong trường hợp Urraca tái hôn. Vào khoảng thời gian này, Urraca bắt đầu có tình cảm với một quý tộc người Castilla, Gómez González. Sancho Alfónsez mất khi chiến đấu chống lại Nhà Almoravids tại trận Uclés vào ngày 29 tháng 5 năm 1108. Sau cái chết bất ngờ của người em cùng cha khác mẹ, Urraca trở thành người thừa kế duy nhất. Vị trí của Urraca được chính thức xác nhận tại một cuộc họp gồm "hầu hết các quý tộc và bá tước của toàn Tây Ban Nha" ngay trước khi Alfonso VI qua đời vào ngày 30 tháng 6 hoặc ngày 1 tháng 7 năm 1108.

## Lên ngôi Nữ vương
Urraca trở thành Nữ vương đầu tiên ở châu Âu khi kế vị cha của mình. Văn bản pháp lý sớm nhất còn tồn tại của bà, được cấp cho Nhà thờ León một ngày sau tang lễ của cha bà, gọi bà là "Nữ hoàng của toàn Tây Ban Nha". Các nhà quý tộc León, Castilla và Galicia nổi tiếng cùng mười hai giám mục đã chứng kiến tài liệu này, cho thấy giới tinh hoa trong vương quốc của bà đã công nhận bà là quốc vương hợp pháp. Hai nguồn ban đầu—Biên niên sử Sahagún và Historia Compostelana—cho rằng đề xuất về cuộc hôn nhân của Urraca với Alifonso I của Aragón và Navarra, là của các nhà quý tộc León. Họ được cho là đã tin rằng một nữ quốc vương sẽ không thể cai trị và bảo vệ vương quốc chống lại Almoravids và buộc Urraca phải kết hôn với "vị bạo chúa khát máu và tàn ác của Aragón", trái với ý muốn của bà. Bernard xứ Sédirac, Tổng giám mục Toledo, đã phản đối cuộc hôn nhân này, nhấn mạnh rằng Urraca và Alifonso là anh em họ. Trái ngược với hai biên niên sử, Rodrigo Jiménez de Rada viết rằng Alfonso VI bắt đầu các cuộc đàm phán về cuộc hôn nhân của người thừa kế với Alifonso I vì ông muốn ngăn cản cuộc hôn nhân của Urraca với tình nhân là Gómez González. Gordo Molina và Melo Carrasc đề xuất rằng cả hai nguồn đều có thể đáng tin cậy, bởi vì việc lựa chọn một người chồng phù hợp cho con gái và người thừa kế của mình là nhiệm vụ quan trọng nhất của vị vua lớn tuổi trước khi ông qua đời.

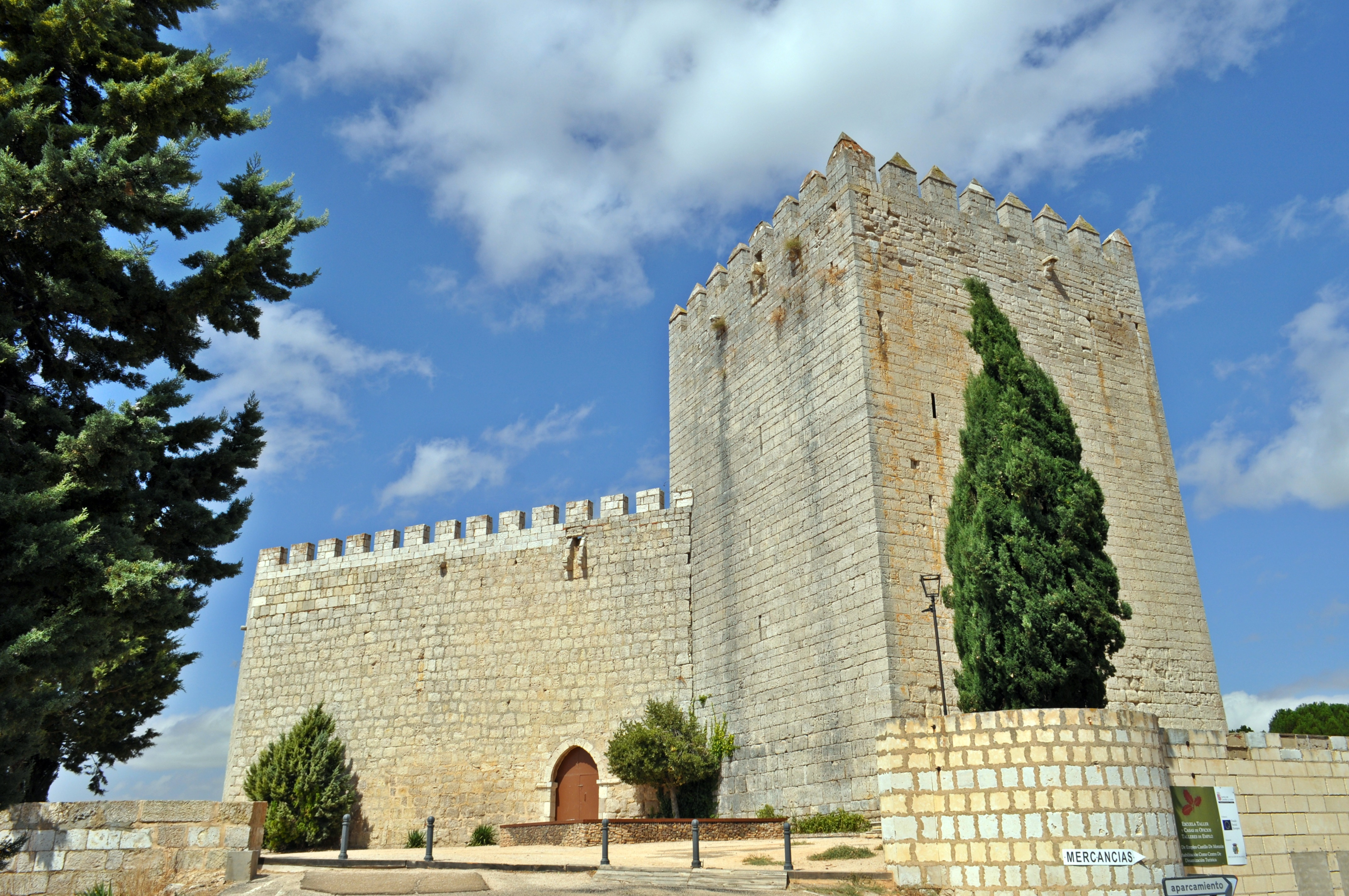
Lâu đài Monzón de Campos, nơi lễ cưới của Urraca và Alifonso diễn ra,

Hôn lễ giữa hai người diễn ra vào tháng 9 hoặc tháng 10 năm 1109 tại lâu đài Monzón de Campos, với người quản lý pháo đài, Pedro Ansúrez, là người bảo trợ cho cuộc hôn nhân này. Giới quý tộc và giáo sĩ đã tham dự tang lễ của Alifonso — người đã mất vào ngày 1 tháng 7 — đã quyết định thực hiện mong muốn gả nữ hoàng cho quốc vương Aragón, bất chấp sự phản đối và thờ ơ của bà đối với đám cưới.
Theo thỏa thuận hôn nhân, Alifonso "tặng" cho vợ những vùng đất rộng lớn và hứa sẽ không bỏ rơi cô vì bị vạ tuyệt thông do hai người có quan hệ họ hàng với nhau khi kết hôn. Bất kỳ đứa con nào được sinh ra từ cuộc hôn nhân này sẽ thừa kế vùng đất của người cha, nhưng nếu không, Urraca và các con của cô sẽ nắm giữ vùng đất của Alifonso khi ông mất. Nếu Urraca là qua đời trước, lãnh thổ của Urraca sẽ được thừa kế bởi Alifonso và bất kỳ đứa con nào mà họ có thể có chung từ cuộc hôn nhân này. Nếu hai người không có con chung, Alifonso sẽ được hưởng quyền sở hữu đất đai của vợ suốt đời và sẽ được chuyển cho Alfonso, đứa con trai mà Urraca đã có trong cuộc hôn nhân đầu tiên, khi Alifonso qua đời. Nhìn chung, các điều khoản thoả thuận rất hào phóng đối với Urraca I. Sau đám cưới, cặp đôi bắt đầu chuyến hành trình đến Aragón.

### Giai đoạn cai trị thứ nhất (1109-1110): Sự khởi đầu của cuộc nội chiến với Alifonso

#### Chiến tranh với nhà Almoravid
Nhiệm vụ đầu tiên mà Urraca và chồng phải đối mặt sau khi kết hôn là cuộc tiến công của quân đội Almoravids. Vào mùa hè năm 1109, nhà nước này đã chiếm được một số thành trì ở phía nam: Talavera de la Reina, Madrid và Guadalajara. Vào năm 1110, họ đã đánh bại bá tước Henri tại Santarem, người mà không lâu sau đó cũng bị quân đội Almoravid bắt giữ vào ngày 26 tháng 5 năm 1111. Ở phía đông, Al-Musta'in II xứ Zaragoza, khích lệ bởi những chiến thắng ở phía tây của phía Almoravid, đã tiến hành một chiến dịch mùa đông chống lại Vương quốc Aragón. Các vị vua đến từ Sahagún và Alfonso đã đánh bại và giết chết tiểu vương Zaragoza trong trận Valtierra vào ngày 24 tháng 1 năm 1110.

#### Sự phản đối của cuộc hôn nhân
Cuộc hôn nhân giữa Urraca và Alifonso không phải lúc nào cũng nhận được sự đồng ý từ các phe phái của triều đình León. Có những phe phái nhất định phản đối liên minh hôn nhân này, với những động cơ khác nhau đằng sau đó. Phe đầu tiên phải kể đến là các giáo sĩ cấp cao người Pháp có mặt trong triều đình, phe này đã được củng cố rất nhiều nhờ cuộc hôn nhân với người chồng đầu tiên của Urraca, và giờ đây các giáo sĩ Burgundy này sợ mất đi những đặc quyền và ảnh hưởng của mình do cuộc hôn nhân với Alifonso gây ra. Nhìn chung, các giáo sĩ cấp cao của triều đình đã phản đối cuộc hôn nhân thứ hai của Urraca ngay từ đầu, và với sự bất hoà sau đó với vua Aragón, những người này là nhóm người hỗ trợ chính cho triều đình sau đó do Urraca tự mình cai trị. Phe thứ hai là các quý tộc xứ Galicia với việc từ chối liên minh giữa Urraca và Alfonso được thúc đẩy bởi việc Urraca, Alfonso Raimúndez, bị tước mất quyền kế vị do các thoả thuận của cuộc hôn nhân thứ hai của Urraca. Triều đình sớm bị chia thành hai phe phái chính: một do giám mục xứ Santiago de Compostela, Diego Gelmírez, đứng đầu, đồng thời cũng là người giám hộ của đứa trẻ sơ sinh Alfonso với tư cách là người kế vị Urraca; một do Pedro Froilaz, Bá tước xứ Traba và gia sư của trưởng tử Alfonso, người có khuynh hướng hướng tới sự độc lập của xứ Galicia, nơi Alfonso sẽ chiếm giữ ngai vàng, đứng đầu. Nhóm thứ ba phản đối cuộc hôn nhân này do bá tước Gómez González đứng đầu và động lực phản đối của họ là do họ sợ mất quyền lực về tay các quý tộc từ quê hương người chồng thứ hai của Urraca. Điều này nhanh chóng được khẳng định khi Alifonso I bổ nhiệm các quý tộc người Aragón và Navarra cho các vị trí quan trọng trong triều đình cũng như cho các vị trí thống đốc của một số lâu đài và vùng đất của người León và Castila.

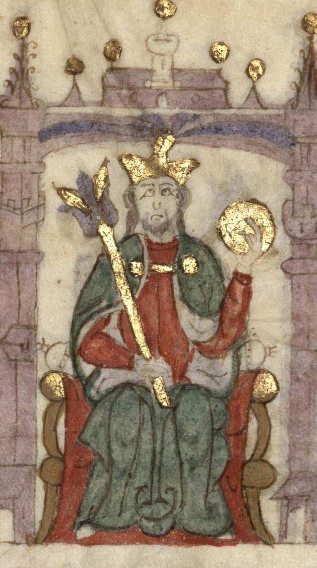
Sancho Garcés I của Pampola, ông cố nội của Urraca và Alifonso.

Phong trào đầu tiên chống lại triều đình trung ương khi đó là cuộc nổi dậy của Bá tước xứ Traba với mục tiêu là tuyên bố quyền thừa kế hợp pháp cho Infante Alfonso. Alifonso phản ứng với cuộc nổi dậy bằng cách huy động một lực lượng quân đội mạnh và tiến về Galicia, đàn áp các thành trì nổi loạn và cuối cùng là đánh bại quân của Pedro Froilaz tại lâu đài Monterroso. Tuy vậy, chiến dịch không thành công hoàn toàn và phải bỏ dở sau 3 tháng. Nữ vương Urraca cũng bỏ về sau một thời gian tháp tùng theo chồng cho chiến dịch này và cảm thấy buồn phiền do việc phải xử tử kẻ nổi loạn đã đầu hàng này.  Khi chiến dịch ở Galicia kết thúc, Alifonso trở về nhưng bị từ chối vào thành Astorga, nơi dân cư không mở cổng chào đón ông, cùng lúc đó giáo hoàng thông tin về cuộc hôn nhân giữa hai người. Urraca, sau một thời gian tham khảo các giáo sĩ cấp cao trong nước, quyết việc ly thân với Alifonso, người lúc đó đang phải tức tốc quay trở về để đối phó với cuộc xâm lược của taifa Aragón, lúc này đã tái chiếm Zaragoza. Mâu thuẫn cá nhân giữa hai người trở nên nghiêm trọng, với việc Urraca cáo buộc Alifonso là kẻ bạo lực và hay ngược đãi mình, trong khi Alifonso bị mô tả là người misógino (kì thị phụ nữ).  Vào khoảng tháng 7, một cuộc họp giáo hội (curia) được tổ chức và giáo hoàng khi đó phản đối cuộc hôn nhân giữa Urraca và Alifonso - viện lý do hôn nhân không hợp lệ do quan hệ huyết thống gần gũi giữa hai người - và phê chuẩn việc ly thân giữa hai người. Việc không có người thừa kế, sự phản đối của Giáo hoàng và việc Alifonso bất lực trong việc dẹp yên các phe phái nội bộ phản đối cuộc hôn nhân khiến liên minh giữa León, Castilla và Aragón sụp đổ. Tháng 8 năm 1110, Urraca dẫn đầu một cuộc hành quân đến Zaragoza, tuy nhiên mục đích của bà không rõ ràng: Một số nguồn cho rằng bà tìm cách hợp tác với Alifonso I, trong khi các nguồn khác cho rằng bà có thể đã hỗ trợ taifa Zaragoza chống lại Aragón, như cách cha bà từng làm trước đây. Đến tháng 10 năm 1110, bà quay trở lại Burgos
Cuộc nổi dậy ở Galicia chỉ là sự kiện mở màn cho một chuỗi những cuộc xung đột chính trị và chiến sự giữa các phe phái của Urraca và Alifonso, được thúc đẩy bởi sự ác cảm của hai người, đẩy nhà nước Công giáo Tây Ban Nha này vào làn sóng xung đột chính trị mới. Cho đến nửa cuối năm 1110, vị nữ vương León đã huy động được sự ủng hộ trên khắp vương quốc: Castile, León, La Rioja, Extremadura và một phần Galicia. Sự ủng hộ lớn đến mức Alifonso phải tiến hành nghị hoà đúng vào thời điểm Giáng Sinh năm 1100 tại Sahagún.

Trước sự mâu thuẫn của hai vợ chồng, triều đình León nhanh chóng chia thành hai phe phái đối nghịch nhau. Phe theo Alifonso và công nhận ông là người cai trị vương quốc gồm một nhóm các quý tộc cùng với phe trung lưu, những người thuộc các thị thành nằm dọc tuyến đường Camino de Santiago và sẵn sàng chiến đấu chống lại phe giáo hội khi đó. Phía bên kia là phe ủng hộ Urraca là vị quân chủ León, với thành phần chính là một nhóm các quý tộc ủng hộ bà cùng giới giáo sĩ địa phương, những người đấu tranh cho việc huỷ bỏ cuộc hôn nhân trước giáo hội ở Roma với lý do rằng cuộc hôn nhân là cận huyết (cả hai đều là chắt của Sancho Garcés III xứ Pamplona). Giáo hoàng Pascalê II, sau khi đã nghe những lời nói trên, đe dọa vạ tuyệt thông các quốc vương nếu họ không hủy bỏ cuộc hôn nhân. Nữ vương đã tuyên bố, như Jerónimo Zurita viết trong Biên niên sử của Vương quyền Aragón, rằng:
Bản gốc (tiếng Tây Ban Nha):
"aunque el matrimonio se efectuó muerto el rey, su padre, con voluntad y orden los grandes de su reino, fue contra la suya y que recibió muchos denuestos y se le hicieron malos tratamientos por el rey de Aragón y que usaba gran tiranía y echó a los obispos de Burgos y León de sus iglesias, y prendió al de Palencia, y desterró al obispo de Toledo por dos años de su diócesis siendo legado de la sede apostólica, y que sacó del Monasterio de Sahagún al abad y puso en él a don Ramiro, su hermano. Era la pasión tan terrible, que la reina afirmaba que con gran furor y odio procuraba la muerte del infante, creyendo suceder en el reino. Y con esto iban incitando y conmoviendo contra él los pueblos."
Bản tạm dịch:

"Mặc dù hôn lễ diễn ra sau khi vua cha qua đời và được tổ chức theo ý chí và sự chấp thuận của các quý tộc trong vương quốc, nhưng nó đi ngược lại ý muốn của bà. Urraca chịu nhiều sự lăng mạ và đối xử tồi tệ từ Quốc vương Aragón, người được cho là đã áp dụng những hành động tàn bạo. Ông ta đuổi các giám mục của Burgos và León ra khỏi giáo phận, bắt giam giám mục Palencia và lưu đày giám mục Toledo khỏi giáo phận của ông trong hai năm, mặc dù ông là đặc sứ của Tòa thánh. Ông cũng truất quyền giám mục tu viện Sahagún và thay vào đó bằng Don Ramiro, em trai của ông ta. Tâm địa của ông ta thật ghê tởm, đến mức nữ vương khẳng định rằng với lòng thù hận và cơn thịnh nộ, ông ta đã tìm cách sát hại vị Infante, tin rằng điều đó sẽ giúp mình kế vị ngôi báu. Điều này đã kích động và khiến dân chúng nổi dậy chống lại ông"

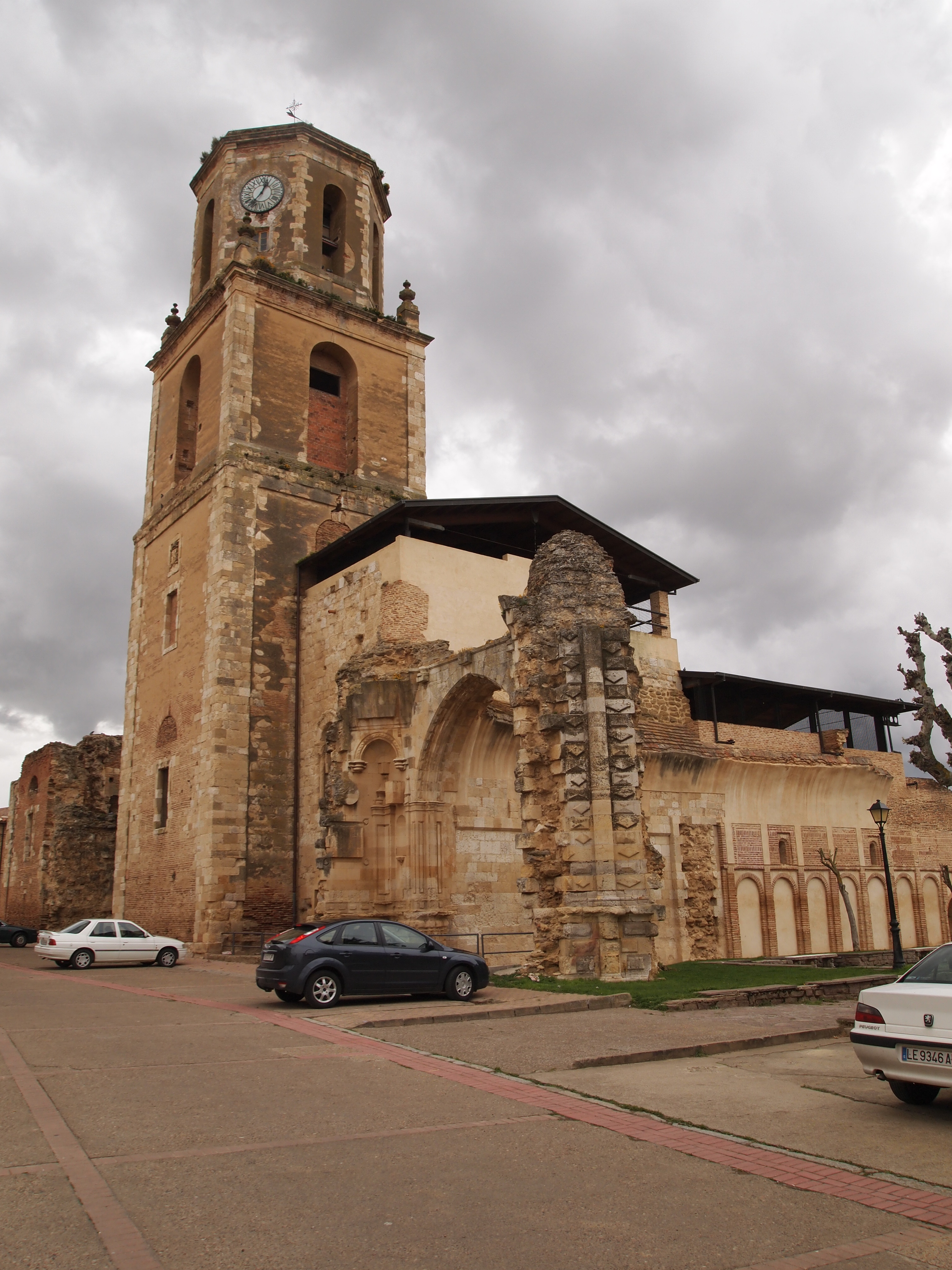
Tu viện Hoàng gia thánh Biển Đức (Sahagún), nơi Urraca lánh nạn trước khi bị chồng bắt tại El Castellar.

Urraca sau đó quyết định thoát khỏi Alifonso và lán nạn tại một tu viện tại Sahagún. Alifonso cùng lúc nhận được hai tin dữ: tổng giám mục tại Toledo vận động để xin huỷ hôn cho hai người, trong khi Urraca được đồn đoán là có mối quan hệ mờ ám với bá tước Gómez González. Hai điều này khiến Alifonso tiến hành bắt giam Urraca tại El Castellar và bắt đầu tiến đánh các pháo đài trên toàn vương quốc mà ủng hộ Urraca. Đến tháng 4 năm 1111, quân đội của Alifonso đã chiếm đóng Palencia, Burgos, Osma, Orense, Toledo (vào tháng 4 năm 1111) và Sahagún. Người tình được đồn đoán của Urraca, bá tước Gómez González, cùng với bá tước Pedro González de Lara, đã giải thoát cho vị nữ vương và sau đó chạy trốn đến nơi ẩn náu tại pháo đài Candespina, Fresno de Cantespino, Segovia.

### Giai đoạn cai trị thứ hai (1110-1114): Alifonso chiếm ưu thế; Urraca tiêu hôn với Alifonso
Trong khi bá tước Henri đi Pháp để tập hợp lực lượng bảo vệ các vùng đất của mình trong cuộc nội chiến đang diễn ra, thì ở trong vương quốc, Urraca đã lập một thoả thuận với những người ủng hộ con trai bà tại Galicia. Theo như thỏa thuận này, vị Infante trẻ tuổi Alfonso chính thức đăng quang ngôi vương (tức đồng cai trị cùng mẹ) và được trao vương miện tại Santiago de Compostela vào ngày 11 tháng 9 năm 1111.  Đổi lại, Urraca có được thêm quân từ Galicia để chiến đấu với chồng mình. Việc Urraca củng cố lực lượng  khiến Bá tước Henry, người mới trở về từ Pháp, vô cùng lo lắng. Nhằm cân bằng tình hình, Henri quyết định liên minh với Alifonso I của Aragón. Trong khi đó, Urraca, nhằm đối phó với việc thiếu hụt chiến phí ngày càng gia tăng, đã cho trưng dụng một số tài sản nhà thờ để trang trải khoản phí này.

Hai phe đã đụng độ gần Sepúlveda trong trận chiến tại Campo de la Espina hay Candespina vào ngày 26 tháng 10 năm 1111. Trong trận này, Alfonso giành chiến thắng, nhờ sự hỗ trợ quân sự từ các bá tước Bồ Đào Nha là Teresa và Enrique, lần lượt là chị cùng cha khác mẹ và anh rể của Urraca. Jerónimo Zurita miêu tả trận chiến như sau:
Bản gốc (tiếng Tây Ban Nha):
"Comenzándose a herir de ambas partes la batalla, desamparó luego el conde don Pedro González el estandarte real, y salió huyendo del campo y el conde don Gómez con los castellanos de su batalla estuvo firme en ella, pero fueron a la postre desbaratados y vencidos y quedó el conde Gómez vencido y muerto en el campo."
Bản tạm dịch: 

"Khi trận chiến bắt đầu ác liệt ở cả hai phía, bá tước Pedro González vứt bỏ lá cờ hoàng gia và chạy khỏi chiến trường. Trong khi đó, Bá tước Gómez González cùng người Castilla dưới sự chỉ huy của mình vẫn đứng vững, nhưng cuối cùng bị đánh bại và thua trận. Bá tước Gómez bị hạ gục và tử trận trên chiến trường."
Bá tước Gómez, phó thái uý (alférez) của Alfonso VI và là ứng cử viên được tầng lớp quý tộc ủng hộ để trở thành chồng của Urraca, đã lãnh đạo phe ủng hộ bà trong trận chiến. Sau khi bị đánh bại, Urraca rút lui về Burgos. Lúc này, bà gửi các sứ giả đến Bá tước Enrique, hứa sẽ chia sẻ vương quốc với ông như đã thỏa thuận trước đó giữa ông và Alifonso I của Aragón. Enrique, lo sợ việc có một người láng giềng quyền lực như vua Aragón, đã đổi phe và ký hiệp ước với Urraca. Sau đó, Alfonso rút vào lâu đài Peñafiel, nơi ông bị Enrique và Urraca bao vây nhưng không thành công. Khi cuộc bao vây thất bại, họ rút về Palencia, nơi họ bàn bạc về việc chia sẻ vương quốc. Đồng thời, Urraca, lo sợ trước những gì mà bà cho là tham vọng quá mức của em gái Teresa, đã bí mật tiếp xúc với Alfonso. Trong khi Enrique lên đường để tiếp quản thành Zamora, hai chị em cùng tiến quân về Sahagún. Urraca đã ra lệnh cho những người ủng hộ mình ở Palencia không được phép ngăn cản sự tiến quân của Alfonso, một chiến dịch nhanh chóng và bất ngờ đến mức ngay cả Urraca cũng bị sửng sốt. Alfonso gần như bắt được Teresa tại Sahagún và khiến Urraca hoảng sợ, buộc bà phải chạy trốn và tìm nơi ẩn náu tại vùng núi Galicia."
Sau khi chiếm Lugo – nơi trung thành với vua Aragón, quân đội Galicia tiến về León nhưng bị quân của León phục kích tại Viadangos. Phần lớn những người sống sót rút về Astorga, nơi vẫn chống đối Alfonso. Giám mục của nhà thờ Santiago de Compostela đã chạy trốn cùng cậu bé Alfonso, người này giao lại ông cho chính mẹ của Alfonso. Dù quân đội Aragón đã chiếm ưu thế trên hầu hết vương quốc từ Toledo đến León và ký hiệp ước với Enrique vào cuối năm 1111, sự thiếu hợp pháp để cai trị vùng đất này đã làm suy yếu vị thế của Alfonso. Tuy nhiên, ông vẫn nhận được sự ủng hộ từ tầng lớp thị dân tại nhiều thành phố như Carrión, Zamora, Nájera, Burgos, León và Sahagún. Trong khi đó, Urraca, dù có tính hợp pháp từ bản thân và sự hiện diện của con trai, lại thiếu quân lực và tài chính để chiến đấu với Alfonso. Đến mùa xuân năm 1112, bà chỉ còn nắm giữ được Asturias và khó khăn lắm thì mới giữ được một phần Galicia.
Urraca liên minh trở lại với người Bồ Đào Nha, dù phải trả giá đắt khi họ tham vọng chiếm Salamanca, Ávila, Zamora và miền bắc Extremadura thông qua liên minh. Alifonso, đã bao vây Astorga cùng với một lực lượng quân sự lớn đến từ những người ủng hộ ông. Tuy nhiên Alifonso thất bại và buộc phải rút lui về Carrión, nơi ông bị Urraca vây hãm. Những thất bại lẫn nhau này dẫn đến một sự hòa giải ngắn ngủi giữa hai bên. Trong khi đó, vào tháng 5 năm 1112, Enrique qua đời, nhưng tình hình tại Bồ Đào Nha không thay đổi nhiều khi Teresa tiếp tục chính sách độc lập của mình (khỏi León). Sự hòa giải ngắn ngủi giữa Urraca và Alifonso, mà sứ thần của Giáo hoàng tìm cách ngăn chặn, chỉ kéo dài trong mùa hè năm 1112. Họ cố gắng thiết lập các điều kiện cho một chính quyền chung nhưng không thành công. Ailfonso đã cho phái các đội quân thân cận đóng quân ở nhiều khu vực then chốt trong vương quốc, nhưng các nhân vật quan trọng trong vương quốc đã lên án hành động này và buộc ông phải rút khỏi Sahagún.
Đến mùa thu năm 1112, cuộc hôn nhân giữa Urraca và Alfonso hoàn toàn đổ vỡ, và Urraca chuẩn bị cai trị một mình. Bà nhận được sự trung thành ở các xứ Asturias và León. Cùng với con trai Alfonso – khi đó mới bảy tuổi – bà kiểm soát Galicia, nhưng thực tế vùng này được cai trị gần như độc lập bởi Giám mục Gelmírez của Santiago và Bá tước Pedro Froilaz, trên danh nghĩa là người thay mặt Alfonso cai trị khu vực. Mặc dù Urraca cũng có những người ủng hộ tại Castilla, khu vực này chủ yếu nằm trong tay Quốc vương Aragón, trong khi phía tây vương quốc thuộc quyền kiểm soát của chị bà, Teresa. Toledo nằm dưới quyền kiểm soát của Alifonso, nhưng Urraca lại nhận được sự trung thành của Tổng giám mục Toledo và Álvar Fáñez, lãnh chúa vùng phía đông Toledo, những lãnh thổ mà cha của Urraca đã chinh phục trước đó.
Mục tiêu đầu tiên của Urraca là giành lại Castilla. Vào tháng 9 năm 1112, bà đã tái chiếm được lâu đài Cea, từ đó kiểm soát các lãnh thổ phía tây sông Carrión. Các vùng đất thuộc thượng lưu sông Douro, phía nam Burgos, cũng công nhận quyền cai trị của Urraca, và Toledo dường như đã nằm trong tay Álvar Fáñez từ tháng 7 năm 1111. Sau đó, đội quân đồn trú của Aragón tại Burgos đã đầu hàng Urraca vì không nhận được viện trợ từ Alifonso, người quyết định không đối đầu với quân đội của Urraca nhằm bảo vệ thành phố. Chiến dịch tại Burgos là chiến dịch duy nhất mà Urraca thực hiện trong mùa hè năm 1113.
Sau đó, Urraca đã gửi viện trợ đến lâu đài Berlanga, nơi đang bị quân Zaragoza đe dọa. Cùng mùa hè đó, Álvar Fáñez phải tự mình bảo vệ vương quốc Toledo trước các cuộc tấn công liên tục của người Almoravid, nhưng ông đã mất lâu đài Oreja. Để giải quyết tình hình nguy cấp của vương quốc, một hội nghị đã được triệu tập vào tháng 10 tại Palencia. Tuy nhiên, nhiều nhân vật quan trọng từ Galicia lại không tham dự cuộc họp này. Trong hội nghị này, các vấn đề hành chính khác nhau đã được bàn luận, và một số biện pháp được thông qua, thể hiện rõ ý định tuyên chiến với Teresa.
Năm 1114, tình hình lại xấu đi với Urraca ở trung tâm bán đảo Iberia. Álvar Fáñez qua đời vào giữa tháng 4 trong một cuộc nổi dậy chống lại nữ vương ở vùng Segovia, và Toledo đã chuyển sang ủng hộ Alifonso I của Aragón, có thể vì kỳ vọng nhận được viện trợ lớn hơn từ ông so với năm trước nhằm đối phó với các cuộc tấn công mới của người Almoravid vào tháng 7 và 8. Để đối phó lại, Urraca cố gắng củng cố quyền lực tại Galicia bằng việc làm suy yếu quyền lực của giám mục Compostelano. Tuy vậy, bà đã không thể bắt giữ ông. Vào cuối năm, Urraca phải chịu thêm nhiều thất bại: người dân Burgos, không hài lòng với việc bổ nhiệm giám mục mới, đã chuyển sang ủng hộ Alifonso. Điều tương tự cũng xảy ra ở Sahagún và có thể cả Carrión. Urraca đã mất những gì bà giành được trong chiến dịch năm trước. Tuy nhiên, sự thiếu hợp pháp của Alfonso lại cứu Urraca khỏi thất bại hoàn toàn, và bà tiếp tục các cuộc đàm phán quan trọng để cải thiện vị thế của mình vào cuối năm 1114.

### Giai đoạn thứ ba (1115-1126): Alifonso rút lui và thời kỳ tứ quyền Urraca-Teresa-Alfonso-Alifonso

León vào thời nữ vương Urraca. 21 giáo phận của vương quốc được thể hiện, cũng như các xưởng đúc tiền, lâu đài hoàng gia chính và tuyến phòng thủ sông Duero, cũng như các khu vực chính do người chồng thứ hai của Urraca, Alfonso I của Aragon và người chị cùng cha khác mẹ của ông, Infanta Teresa, kiểm soát.

Sau khi Alifonso I rút lui, các cuộc xung đột không chấm dứt, thay vào đó những xung đột mới lại nổi lên ở xứ Galicia. Vào năm 1115, Bá tước xứ Traba , Pedro Froilaz, và Giám mục Diego Gelmírez của nhà thờ Santiago de Compostela đã tìm cách gia tăng quyền lực cho Alfonso, con trai của vị nữ vương Urraca, với mục tiêu biến ông thành vua của nhà nước Galicia độc lập. Tuy nhiên, nỗ lực thương lượng giữa Gelmírez và Urraca thất bại, dẫn đến việc Froilaz cùng con trai ông nổi dậy chống lại nữ hoàng, trở về Galicia từ phía nam sông Duero và vương quốc Toledo. Urraca tiến quân chống lại họ, buộc các lực lượng nổi dậy rút khỏi Santiago. Sau đó, vào tháng 5 năm 1116, bà đạt được thỏa thuận mới với Gelmírez, nhưng điều này không làm Froilaz hài lòng. Trong một chiến dịch ở Galicia, Urraca bị bao vây tạm thời tại lâu đài Sobroso bởi quân của Froilaz và em gái ông, Teresa, nhưng bà rút lui an toàn về Santiago và trở về León sau ba tháng, qua đó củng cố quyền lực và chia rẽ các đối thủ.
Trong khi Urraca bận rộn ở Galicia, Alifonso I củng cố quyền lực tại La Rioja và miền đông Castilla, nhưng đến mùa thu năm 1116, ông mất Burgos và Sahagun rồi sau đó không lâu thì tái kiểm soát lại cả hai thành trì này. Để làm suy yếu phe Galicia và Alifonso I, Urraca thực hiện chiến lược khéo léo: bà trao quyền quản lý các vùng đất phía nam sông Duero và vương quốc Toledo cho con trai  Alfonso. Điều này làm giảm quyền kiểm soát của các quý tộc Galicia đối với người thừa kế và làm suy yếu vị thế của Alifonso I trong khu vực. Đồng thời, động thái này khiến Teresa và con trai là Alfonso Enríquez, từ bỏ tham vọng với ngai vàng León và dần dần hướng tới việc thành lập vương quốc Bồ Đào Nha độc lập. Đến cuối năm 1116, Urraca đã tái chiếm phần lớn vùng Castilla, củng cố quyền lực tại Galicia, và hướng sự chú ý của các đồng minh của con trai bà về phía nam sông Duero. Bà chuẩn bị đối đầu với Teresa, nhưng trước tiên phải đạt được thỏa thuận với Alifonso I, người đang chuẩn bị chinh phục Zaragoza, dẫn đến việc họ đàm phán vào cuối năm 1116.
Vào năm 1117, một phần ba vương quốc, bao gồm cả Talavera de la Reina, Osma, và Zamora, đã được vị nữ vương León giữ lại thành công và giao cho con trai  Alfonso quản lý dưới sự giám hộ của Tổng giám mục Bernardo de Toledo (đến năm 1124 có thêm Atienza và Sigüenza). Khu vực này mặc dù rộng lớn, nhưng dân cư thưa thớt và chủ yếu là vùng biên giới hẻo lánh. Việc tái định cư và phát triển vùng đất này đã bắt đầu từ thời ông nội Ferdinando I và cha của Urraca. Hoạt động kinh tế chính là chăn nuôi và cướp bóc từ các khu vực lân cận của người Hồi giáo. Vùng này không được tổ chức thành các quận mà quản lý bởi các thành phố theo luật lệ riêng. Trong thập niên 1110-1120, khu vực liên tục bị tấn công bởi quân Almoravid nhưng đã tự vệ thành công nhờ các cuộc tấn công đáp trả và chiến thắng của quân đội Thiên Chúa giáo ở các nơi khác, như tại Alcalá de Henares và Sigüenza.  Những thất bại của người León, vốn đã bắt đầu vào cuối triều đại trước, đã buộc họ phải từ bỏ gần như toàn bộ biên giới của nước này. Sau đó, tình hình dần cân bằng trở lại và cuối cùng là nghiêng hẳn về phía Thiên chúa giáo, nổi bật trong trận Las Navas de Tolosa một thế kỷ sau đó.
Vào cuối mùa xuân năm 1117, Urraca đến Santiago để hòa giải giữa Hội đồng thành phố và Giám mục Gelmírez. Giám mục và Bá tước Traba đạt được thỏa thuận với Urraca, nhưng dân chúng, lo sợ bị đối xử bất lợi, nổi loạn, bao vây và đốt cháy tòa tháp nơi họ trú ẩn. Nữ hoàng bị lột quần áo và bị ném đá, nhưng sau đó bà được giải cứu và  quân đội sau đó được huy động để đàn áp cuộc nổi dậy. Thành phố Santiago bị trừng phạt rất nặng nề và lãnh đạo cuộc nổi dậy bị đày ải. Cuộc nổi dậy tại Santiago là một ví dụ về sự bất ổn đô thị trong thời kỳ Trung Cổ ở châu Âu, đồng thời phản ánh sự phát triển đô thị dọc theo tuyến đường Santiago de Compostela. Một sự kiện tương tự đã xảy ra tại Sahagún từ năm 1110 đến 1117, nơi xảy ra xung đột giữa tầng lớp thương nhân và tu viện trưởng nơi đây.
Cũng trong năm 1117, Urraca bị bao vây tại lâu đài Sobroso bởi những người ủng hộ con trai và em gái bà, Teresa de León, nhưng bà trốn thoát và trở về Santiago de Compostela. Những sự kiện này đã khiến Urraca hủy bỏ chiến dịch chống lại Teresa và rút về León. Tuy nhiên, bà đã chiếm được Toro và Zamora khi Teresa phải tập trung đối phó với cuộc tấn công của quân Almoravid tại Coimbra. Vào tháng 11 năm 1117, Alfonso trẻ tuổi tiến vào Toledo, chấm dứt quyền lực của Quốc vương Aragón tại đây. Alfonso tiếp tục giữ danh hiệu hoàng đế, vốn từng được nhà vua Aragón sử dụng.
Urraca củng cố quan hệ với những người giám hộ của con trai bằng cách ký hoà ước Tambre, công nhận quyền kế vị hợp pháp của Alfonso. Tuy nhiên, hòa bình chỉ kéo dài đến năm 1120, khi bà một lần nữa đối đầu với Bá tước Traba. Năm 1121, Urraca buộc phải đạt thỏa thuận với ông sau cuộc xâm lăng bất ngờ từ Bá quốc Bồ Đào Nha do Teresa lãnh đạo. Tuy nhiên, vị nữ vương đã chiến thắng người Bồ Đào Nha ở Lanhoso, buộc Teresa thừa nhận Urraca là nữ vương León.
Quyền lực của Urraca tiếp tục được củng cố trong khu vực trong năm 1121. Trong năm đó, vào tháng 2, bà đạt được một thỏa thuận đình chiến với chồng cũ tại Burgos. Thỏa thuận này kéo dài đến hết triều đại của bà, giúp Urraca củng cố quyền lực ở khu vực trung tâm và một phần phía tây bán đảo, nhưng bà buộc phải nhượng thành Zaragoza cho vua Aragón.
Vào mùa xuân năm 1118, Urraca tiến hành chinh phục các lãnh chúa ở phía đông Castilla, những người đã giành được quyền tự trị lớn hơn sau cái chết của Álvar Fáñez vào năm 1114, và một số lãnh chúa thậm chí đã công nhận quyền bá chủ của vua Aragón đối với các vùng đất của họ. Đến tháng 6, bà có mặt tại Segovia để dập tắt một cuộc nổi loạn chống lại bà. Sau đó, Urraca tiến quân đến Galicia, trong khi để lại một phần lực lượng của mình cho Tổng giám mục Toledo để ông sử dụng chống lại quân Almoravid.
Từ tháng 1 đến tháng 3 năm 1119, Urraca ở lại Burgos, theo dõi các trận chiến của Alifonso I của Aragón ở thung lũng Ebro. Từ Burgos, bà chuyển đến Palencia để củng cố biên giới phía đông của vương quốc Toledo, đề phòng các cuộc tấn công của người Almoravid hoặc Aragón. Trong mùa xuân và mùa hè năm 1119, bà phải đối mặt với một âm mưu nguy hiểm do Guter Fernández, người từng là quản gia của bà, lãnh đạo. Fernández đã tạm thời bắt giữ Bá tước Pedro González de Lara tại lâu đài Mansilla vào mùa xuân năm này. Mặc dù de Lara được giải cứu, cuộc khủng hoảng lên đến đỉnh điểm vào ngày 18 tháng 7, khi giao tranh xảy ra tại León và Urraca bị bao vây trong lâu đài của thành phố. Âm mưu thất bại này dường như bắt nguồn từ sự bất mãn của các quý tộc Galicia và León trước việc Urraca có phần ngả về phe Castilla, nơi Bá tước de Lara và các quý tộc Castilla đang thống trị triều đình. Lo sợ bà có thể hòa giải với Alifonso cũng góp phần dẫn đến âm mưu này. Đến tháng 9, cuộc bạo loạn chấm dứt, và Urraca duy trì thái độ hòa giải với Aragón.
Năm 1120, Urraca tiến quân đến Galicia để trấn áp những người ủng hộ bá tước Pedro Froilaz với sự hỗ trợ từ Giám mục Gelmírez và sau đó tái khẳng định liên minh với ông này. Sau đó, quân đội León vượt sông Miño và tiến vào lãnh thổ của Teresa, người không thể ngăn cản đà tiến của người chị kế và phải rút lui vào lâu đài Lanhoso, gần Braga. Trong khi đó, quân đội của Urraca tiến và tàn phá các vùng đô thị dọc đường tiến quân đến cho tới bờ sông Duero. Chiến thắng tạm thời này khiến Urraca quyết định loại bỏ Gelmírez bằng cách bắt giữ ông vào cuối tháng 7. Việc bắt giữ Gelmírez chứng minh là một sai lầm lớn với bà: Infante Alfonso từ bỏ Urraca và gia nhập lực lượng của Bá tước Froilaz gần Santiago. Những người thuộc phe infanta Alfonso, bao gồm giám mục Gelmírez đã nổi dậy tại Santiago và bao vây Urraca trong nhà thờ lớn. Không thể trấn áp cuộc nổi dậy, Urraca buộc phải thả Gelmírez sau vài ngày, dù bà không trả lại đất đai và lâu đài cho ông. Điều này thúc đẩy Gelmírez liên minh với Froilaz, Teresa (người trở thành tình nhân hoặc vợ của bá tước Fernando Pérez de Traba) và Alfonso, một liên minh mà Urraca cố gắng phá hoại. Vào mùa thu năm 1120, trước lời đe dọa bị rút phép thông công từ Giáo hoàng Calixto II (chú của Alfonso), Urraca buộc phải nhượng bộ bằng cách nhường một phần tiền thuế các vùng đất của vương thất cho con trai Alfonso.
Việc đàm phán thất bại với Gelmírez buộc nữ vương Urraca phải dẫn quân tới Galicia vào mùa xuân năm 1121. Tại Pico Sacro, gần Santiago, quân đội của bà đối đầu với lực lượng của Giám mục Gelmírez và Bá tước Froilaz. Tuy nhiên, hai bên đã tránh được giao tranh trực diện bằng một hiệp ước, trong đó Urraca cam kết trả lại tài sản cho giám mục trước lễ Giáng sinh và tổ chức một cuộc họp quốc hội vào ngày 25 tháng 8 để giải quyết các vấn đề trong vương quốc. Vào tháng 8 năm 1121, một âm mưu mới nhằm phế truất Nữ hoàng Urraca và đưa Infante Alfonso lên ngôi diễn ra tại hội nghị ở Sahagún. Những người tham gia chủ yếu là phe chống đối Urraca và ủng hộ Gelmírez. Tuy nhiên, vào tháng 11, giáo hoàng Calixto II đã can thiệp vào hội nghị, làm thất bại kế hoạch này. Trong khi đó, Teresa, chị của Urraca, lợi dụng tình hình rối ren này để chiếm lại thung lũng Miño.
Để đối phó với những bước tiến của Teresa tại Galicia, Urraca cùng con trai đến đây vào mùa xuân năm sau. Hai bên lại đạt được một thỏa thuận thay vì giao chiến. Đến cuối mùa hè năm 1122, vua Alfonso I của Aragón tiến vào vùng lãnh thổ León phía nam sông Duero tới tận Olmedo, nhằm đảm bảo rằng Infante Alfonso và Giám mục Toledo tôn trọng hòa ước đạt được với Urraca năm 1117. Ông duy trì thái độ hòa giải và không xâm phạm vùng này thêm trong suốt thời gian trị vì của Urraca, ngoại trừ việc tuyên bố quyền lực trên danh nghĩa ở Soria.
Vào tháng 3 năm 1123, Urraca đến Galicia nhằm củng cố liên minh với giám mục Gelmírez và bắt giam á tước Pedro Froilaz cùng các con trai của ông, tịch thu tài sản của họ. Bà tiếp tục tăng cường quyền kiểm soát tại khu vực này suốt mùa xuân và mùa hè năm đó, rồi tiến về phía nam đến Toledo, qua Segovia để chuẩn bị cho việc chinh phục Sigüenza, với dự định hoàn thành chiến dịch vào tháng 1 năm sau.
Ngày 25 tháng 5 năm 1124, Giám mục Gelmírez tổ chức lễ phong hiệp sĩ cho Alfonso tại Santiago, đánh dấu việc Alfonso đạt tuổi trưởng thành. Nữ hoàng Urraca có thể đã đồng ý chuyện này nhưng không tham dự buổi lễ. Sau đó, quyền lực của Alfonso gia tăng ở phía nam sông Duero, đặc biệt là khi tình hình sức khoẻ của tổng giám mục Toledo suy yếu nhanh chóng. Dù vậy, tình hình vương quốc không thay đổi nhiều: Urraca kiểm soát trung tâm vương quốc, Alfonso I của Aragón nắm giữ phía đông Castilla, Teresa chi phối phía tây nam, và Infante Alfonso kiểm soát phía nam. Trong mùa hè và mùa thu năm 1124, Urraca có thể đã ở Galicia để đối phó với các cuộc xung đột nội bộ và và các cuộc thâm nhập quân sự từ Teresa. Tuy nhiên, mọi nỗ lực nhằm khuất phục chị gái của bà đều thất bại, và Teresa giữ quyền kiểm soát miền nam Galicia và vùng đất sau này là Bồ Đào Nha cho đến khi Urraca qua đời năm 1126. Dù có hòa bình ở phía đông nhờ các chiến dịch của vua Aragón chống lại Almoravids, Urraca không thể tận dụng cơ hội này để củng cố quyền lực ở phía tây.

## Qua đời
Cuối mùa xuân năm 1125, Urraca và Alfonso có mặt ở Galicia, đây là lần cuối cùng họ được ghi nhận ở cùng nhau. Sau đó, Urraca trở về Castilla và qua đời tại Saldaña vào ngày 8 tháng 3 năm 1126. Ngay trong năm đó, Alfonso trở về từ Galicia và được phong làm vua León, lấy danh hiệu Alfonso VII, sau này được gọi với biệt hiệu là "Hoàng đế".

Sau khi bà qua đời tại thị trấn Saldaña, thi thể của Nữ hoàng Urraca được đưa đến thành phố León, nơi bà được chôn cất tại lăng vương cung thánh đường San Isidoro, do đó khôi phục lại truyền thống chôn cất các vị vua của León ở đó , một truyền thống đã bị phá vỡ bởi cha cô, Alfonso VI của León, người được chôn cất cùng với hầu hết những người vợ của ông, bao gồm cả Constance xứ Bourgogne, mẹ của nữ vương. Urraca, trong Tu viện San Benito de Sahagún. Hài cốt của bà được đặt trong một ngôi mộ bằng đá cẩm thạch nhẵn, hiện đã biến mất, trên bìa có hình chạm khắc của nữ hoàng. Văn bia Latinh sau đây được khắc trên ngôi mộ:
H. R. DOMNA URRACA REGINA, MATER IMPERATORIS ALFONSI, HOC URRACA JACET PULCRO REGINA SEPULCHRO. REGIS ADEFONSI FILIA QUIPPE BONI. UNDECIES CENTUM DECIES SEX QUATUOR ANNOS MARTIS MENSE ORAVI, CUM MORITUR NUMERA.
Tạm dịch:
"Đây là nơi an nghỉ của Nữ hoàng Urraca, mẹ của Hoàng đế Alfonso. Urraca, người nằm trong ngôi mộ đẹp đẽ này, là con gái của vua Alfonso – một vị vua tốt lành. Bà qua đời vào tháng Ba năm 1126. Hãy nhớ số năm này khi bà ra đi."

## Di sản
Với tư cách là nữ hoàng, bà đã vượt qua những thách thức được đặt ra cho mình, và các giải pháp của bà được Reilly coi là thực tế. Tuy nhiên, việc bà trì hoãn việc lên ngôi của con trai mình là Alfonso VII đã dẫn đến một cuộc chuyển giao quyền lực đầy biến động, vì vị vua mới sẽ phải đối mặt với cuộc nổi loạn của người tình Pedro González sau khi bà qua đời, tiếp theo là một nỗ lực xâm lược của vua Aragon và sự tái diễn của các cuộc nổi loạn ở Galicia.
Sau khi lên ngôi, Alfonso VII nhanh chóng chỉ trích và phủ nhận sự cai trị của mẹ mình, đồng thời cố tình để bà rơi vào quên lãng. Các biên niên sử thế kỷ XII và XIII cũng phê phán Urraca, nhấn mạnh đến những khuyết điểm cá nhân và quy kết chúng cho giới tính nữ của bà. Các nhà sử học hiện đại đã chỉ trích điều này, trong khi Reilly lưu ý rằng vị nữ vương, dù sao đi nữa, vẫn kiểm soát vương quốc, trái ngược với các nhà sử học trước đó, những người đã mô tả những người chồng của bà mới là những người cai trị thực sự.

## Con cái
Người con đầu lòng của Urraca I với Raymond được ghi nhận ra đời trước ngày 11 tháng 11 năm 1095. Vương nữ được đặt tên theo bà nội của Urraca, Sancha của León, người đã truyền lại quyền thừa kế Vương quốc León cho hậu duệ. Một nguồn tài liệu tại Tu viện San Xulián de Samos vào ngày 24 tháng 10 năm 1102 có đề cập đến "những đứa con" của Raymond và Urraca I, ngụ ý rằng đứa con thứ hai của hai vợ chồng là Alfonso đã được sinh ra, thế nhưng có hai nguồn cùng thời  là Chronicon Compostellanum và Historia Compostelana — cho rằng Alfonso sinh năm 1105. Alfonso được đặt tên theo cha của Urraca I.
Urraca I có hai người con ngoại hôn với người tình Pedro González de Lara là Fernando Pérez Hurtado (c.1114-1156), và Elvira Pérez de Lara (1112-1174), người được nhắc đến trong Historia Compostelana liên quan đến việc Elivira quyên góp tiền của làng Arquillinos cho Diego Gelmírez. Elvira kết hôn hai lần, lần đầu tiên với García Pérez de Traba, Lãnh chúa xứ Trastámara, con trai của Pedro Fróilaz de Traba, sau đó là Bá tước Beltrán de Risnel.

## Phả hệ
| \| \| \| \| \| \| \| \| \| \| \| \| \| \| \| \| \| \| \| \| 16. García Sánchez II của Pamplona \| \| \| \| \| \| \| \| \| \| \| \| \| \| \| \| \| \| \| \| \| \| \| \| \| \| \| \| \| \| \| \| \| \| \| \| \| \| \| \| \| \| \| \| \| \| \| \| \| \| \| \| \| \| 8. Sancho Garcés III của Pamplona \| \| \| \| \| \| \| \| \| \| \| \| \| \| \| \| \| \| \| \| \| \| \| \| \| \| \| \| \| \| \| \| \| \| \| \| \| \| \| \| \| \| \| \| \| \| \| \| \| \| \| \| \| \| 17. Jimena Fernández \| \| \| \| \| \| \| \| \| \| \| \| \| \| \| \| \| \| \| \| \| \| \| \| \| \| \| \| \| \| \| \| \| \| \| \| \| \| \| \| \| \| \| \| \| \| \| \| \| \| \| \| \| \| 4. Fernando I của León \| \| \| \| \| \| \| \| \| \| \| \| \| \| \| \| \| \| \| \| \| \| \| \| \| \| \| \| \| \| \| \| \| \| \| \| \| \| \| \| \| \| \| \| \| \| \| \| \| \| \| \| \| \| 18. Sancho García của Castilla và Monzón \| \| \| \| \| \| \| \| \| \| \| \| \| \| \| \| \| \| \| \| \| \| \| \| \| \| \| \| \| \| \| \| \| \| \| \| \| \| \| \| \| \| \| \| \| \| \| \| \| \| \| \| \| \| 9. Muniadona của Castilla \| \| \| \| \| \| \| \| \| \| \| \| \| \| \| \| \| \| \| \| \| \| \| \| \| \| \| \| \| \| \| \| \| \| \| \| \| \| \| \| \| \| \| \| \| \| \| \| \| \| \| \| \| \| 19. Urraca Gómez \| \| \| \| \| \| \| \| \| \| \| \| \| \| \| \| \| \| \| \| \| \| \| \| \| \| \| \| \| \| \| \| \| \| \| \| \| \| \| \| \| \| \| \| \| \| \| \| \| \| \| \| \| \| 2. Alfonso VI của León \| \| \| \| \| \| \| \| \| \| \| \| \| \| \| \| \| \| \| \| \| \| \| \| \| \| \| \| \| \| \| \| \| \| \| \| \| \| \| \| \| \| \| \| \| \| \| \| \| \| \| \| \| \| 20. Bermudo II của León \| \| \| \| \| \| \| \| \| \| \| \| \| \| \| \| \| \| \| \| \| \| \| \| \| \| \| \| \| \| \| \| \| \| \| \| \| \| \| \| \| \| \| \| \| \| \| \| \| \| \| \| \| \| 10. Alfonso V của León \| \| \| \| \| \| \| \| \| \| \| \| \| \| \| \| \| \| \| \| \| \| \| \| \| \| \| \| \| \| \| \| \| \| \| \| \| \| \| \| \| \| \| \| \| \| \| \| \| \| \| \| \| \| 21. Elvira García xứ Castilla \| \| \| \| \| \| \| \| \| \| \| \| \| \| \| \| \| \| \| \| \| \| \| \| \| \| \| \| \| \| \| \| \| \| \| \| \| \| \| \| \| \| \| \| \| \| \| \| \| \| \| \| \| \| 5. Sancha của León \| \| \| \| \| \| \| \| \| \| \| \| \| \| \| \| \| \| \| \| \| \| \| \| \| \| \| \| \| \| \| \| \| \| \| \| \| \| \| \| \| \| \| \| \| \| \| \| \| \| \| \| \| \| 22. Mendo Gonçalves, Bá tước của Bồ Đào Nha \| \| \| \| \| \| \| \| \| \| \| \| \| \| \| \| \| \| \| \| \| \| \| \| \| \| \| \| \| \| \| \| \| \| \| \| \| \| \| \| \| \| \| \| \| \| \| \| \| \| \| \| \| \| 11. Elvira Menéndez \| \| \| \| \| \| \| \| \| \| \| \| \| \| \| \| \| \| \| \| \| \| \| \| \| \| \| \| \| \| \| \| \| \| \| \| \| \| \| \| \| \| \| \| \| \| \| \| \| \| \| \| \| \| 23. Tutadona Moniz xứ Coimbra \| \| \| \| \| \| \| \| \| \| \| \| \| \| \| \| \| \| \| \| \| \| \| \| \| \| \| \| \| \| \| \| \| \| \| \| \| \| \| \| \| \| \| \| \| \| \| \| \| \| \| \| \| \| 1. Urraca I của Castilla và León \| \| \| \| \| \| \| \| \| \| \| \| \| \| \| \| \| \| \| \| \| \| \| \| \| \| \| \| \| \| \| \| \| \| \| \| \| \| \| \| \| \| \| \| \| \| \| \| \| \| \| \| \| \| 24. Hugues Capet \| \| \| \| \| \| \| \| \| \| \| \| \| \| \| \| \| \| \| \| \| \| \| \| \| \| \| \| \| \| \| \| \| \| \| \| \| \| \| \| \| \| \| \| \| \| \| \| \| \| \| \| \| \| 12. Robert II của Pháp \| \| \| \| \| \| \| \| \| \| \| \| \| \| \| \| \| \| \| \| \| \| \| \| \| \| \| \| \| \| \| \| \| \| \| \| \| \| \| \| \| \| \| \| \| \| \| \| \| \| \| \| \| \| 25. Adélaïde xứ Aquitaine \| \| \| \| \| \| \| \| \| \| \| \| \| \| \| \| \| \| \| \| \| \| \| \| \| \| \| \| \| \| \| \| \| \| \| \| \| \| \| \| \| \| \| \| \| \| \| \| \| \| \| \| \| \| 6. Robert I xứ Bourgogne \| \| \| \| \| \| \| \| \| \| \| \| \| \| \| \| \| \| \| \| \| \| \| \| \| \| \| \| \| \| \| \| \| \| \| \| \| \| \| \| \| \| \| \| \| \| \| \| \| \| \| \| \| \| 26. Guillaume I xứ Provence \| \| \| \| \| \| \| \| \| \| \| \| \| \| \| \| \| \| \| \| \| \| \| \| \| \| \| \| \| \| \| \| \| \| \| \| \| \| \| \| \| \| \| \| \| \| \| \| \| \| \| \| \| \| 13. Constance xứ Arles \| \| \| \| \| \| \| \| \| \| \| \| \| \| \| \| \| \| \| \| \| \| \| \| \| \| \| \| \| \| \| \| \| \| \| \| \| \| \| \| \| \| \| \| \| \| \| \| \| \| \| \| \| \| 27. Adélaïde xứ Anjou \| \| \| \| \| \| \| \| \| \| \| \| \| \| \| \| \| \| \| \| \| \| \| \| \| \| \| \| \| \| \| \| \| \| \| \| \| \| \| \| \| \| \| \| \| \| \| \| \| \| \| \| \| \| 3. Constance xứ Bourgogne \| \| \| \| \| \| \| \| \| \| \| \| \| \| \| \| \| \| \| \| \| \| \| \| \| \| \| \| \| \| \| \| \| \| \| \| \| \| \| \| \| \| \| \| \| \| \| \| \| \| \| \| \| \| 28. Geoffroy I xứ Semur \| \| \| \| \| \| \| \| \| \| \| \| \| \| \| \| \| \| \| \| \| \| \| \| \| \| \| \| \| \| \| \| \| \| \| \| \| \| \| \| \| \| \| \| \| \| \| \| \| \| \| \| \| \| 14. Dalmace I xứ Semur \| \| \| \| \| \| \| \| \| \| \| \| \| \| \| \| \| \| \| \| \| \| \| \| \| \| \| \| \| \| \| \| \| \| \| \| \| \| \| \| \| \| \| \| \| \| \| \| \| \| \| \| \| \| 7. Hélie xứ Semur \| \| \| \| \| \| \| \| \| \| \| \| \| \| \| \| \| \| \| \| \| \| \| \| \| \| \| \| \| \| \| \| \| \| \| \| \| \| \| \| \| \| \| \| \| \| \| \| \| \| \| \| \| \| 15. Aremburge xứ Bourgogne \| \| \| \| \| \| \| \| \| \| \| \| \| \| \| \| \| \| \| \| \| \| \| \| \| \| \| \| \| \| \| \| \| \| \| \| \| \| \| \| \| \| \| \| \| \| \| \| \| \| \| \| |                                             |  |  |  |  |  |  |  |  |  |  |  |  |  |  |  |
| |                                             |  |  |  |  |  |  |  |  |  |  |  |  |  |  |  |
| | 16. García Sánchez II của Pamplona          |  |  |  |  |  |  |  |  |  |  |  |  |  |  |  |
| |                                             |  |  |  |  |  |  |  |  |  |  |  |  |  |  |  |
| |                                             |  |  |  |  |  |  |  |  |  |  |  |  |  |  |  |
| | 8. Sancho Garcés III của Pamplona           |  |  |  |  |  |  |  |  |  |  |  |  |  |  |  |
| |                                             |  |  |  |  |  |  |  |  |  |  |  |  |  |  |  |
| |                                             |  |  |  |  |  |  |  |  |  |  |  |  |  |  |  |
| | 17. Jimena Fernández                        |  |  |  |  |  |  |  |  |  |  |  |  |  |  |  |
| |                                             |  |  |  |  |  |  |  |  |  |  |  |  |  |  |  |
| |                                             |  |  |  |  |  |  |  |  |  |  |  |  |  |  |  |
| | 4. Fernando I của León                      |  |  |  |  |  |  |  |  |  |  |  |  |  |  |  |
| |                                             |  |  |  |  |  |  |  |  |  |  |  |  |  |  |  |
| |                                             |  |  |  |  |  |  |  |  |  |  |  |  |  |  |  |
| | 18. Sancho García của Castilla và Monzón    |  |  |  |  |  |  |  |  |  |  |  |  |  |  |  |
| |                                             |  |  |  |  |  |  |  |  |  |  |  |  |  |  |  |
| |                                             |  |  |  |  |  |  |  |  |  |  |  |  |  |  |  |
| | 9. Muniadona của Castilla                   |  |  |  |  |  |  |  |  |  |  |  |  |  |  |  |
| |                                             |  |  |  |  |  |  |  |  |  |  |  |  |  |  |  |
| |                                             |  |  |  |  |  |  |  |  |  |  |  |  |  |  |  |
| | 19. Urraca Gómez                            |  |  |  |  |  |  |  |  |  |  |  |  |  |  |  |
| |                                             |  |  |  |  |  |  |  |  |  |  |  |  |  |  |  |
| |                                             |  |  |  |  |  |  |  |  |  |  |  |  |  |  |  |
| | 2. Alfonso VI của León                      |  |  |  |  |  |  |  |  |  |  |  |  |  |  |  |
| |                                             |  |  |  |  |  |  |  |  |  |  |  |  |  |  |  |
| |                                             |  |  |  |  |  |  |  |  |  |  |  |  |  |  |  |
| | 20. Bermudo II của León                     |  |  |  |  |  |  |  |  |  |  |  |  |  |  |  |
| |                                             |  |  |  |  |  |  |  |  |  |  |  |  |  |  |  |
| |                                             |  |  |  |  |  |  |  |  |  |  |  |  |  |  |  |
| | 10. Alfonso V của León                      |  |  |  |  |  |  |  |  |  |  |  |  |  |  |  |
| |                                             |  |  |  |  |  |  |  |  |  |  |  |  |  |  |  |
| |                                             |  |  |  |  |  |  |  |  |  |  |  |  |  |  |  |
| | 21. Elvira García xứ Castilla               |  |  |  |  |  |  |  |  |  |  |  |  |  |  |  |
| |                                             |  |  |  |  |  |  |  |  |  |  |  |  |  |  |  |
| |                                             |  |  |  |  |  |  |  |  |  |  |  |  |  |  |  |
| | 5. Sancha của León                          |  |  |  |  |  |  |  |  |  |  |  |  |  |  |  |
| |                                             |  |  |  |  |  |  |  |  |  |  |  |  |  |  |  |
| |                                             |  |  |  |  |  |  |  |  |  |  |  |  |  |  |  |
| | 22. Mendo Gonçalves, Bá tước của Bồ Đào Nha |  |  |  |  |  |  |  |  |  |  |  |  |  |  |  |
| |                                             |  |  |  |  |  |  |  |  |  |  |  |  |  |  |  |
| |                                             |  |  |  |  |  |  |  |  |  |  |  |  |  |  |  |
| | 11. Elvira Menéndez                         |  |  |  |  |  |  |  |  |  |  |  |  |  |  |  |
| |                                             |  |  |  |  |  |  |  |  |  |  |  |  |  |  |  |
| |                                             |  |  |  |  |  |  |  |  |  |  |  |  |  |  |  |
| | 23. Tutadona Moniz xứ Coimbra               |  |  |  |  |  |  |  |  |  |  |  |  |  |  |  |
| |                                             |  |  |  |  |  |  |  |  |  |  |  |  |  |  |  |
| |                                             |  |  |  |  |  |  |  |  |  |  |  |  |  |  |  |
| | 1. Urraca I của Castilla và León            |  |  |  |  |  |  |  |  |  |  |  |  |  |  |  |
| |                                             |  |  |  |  |  |  |  |  |  |  |  |  |  |  |  |
| |                                             |  |  |  |  |  |  |  |  |  |  |  |  |  |  |  |
| | 24. Hugues Capet                            |  |  |  |  |  |  |  |  |  |  |  |  |  |  |  |
| |                                             |  |  |  |  |  |  |  |  |  |  |  |  |  |  |  |
| |                                             |  |  |  |  |  |  |  |  |  |  |  |  |  |  |  |
| | 12. Robert II của Pháp                      |  |  |  |  |  |  |  |  |  |  |  |  |  |  |  |
| |                                             |  |  |  |  |  |  |  |  |  |  |  |  |  |  |  |
| |                                             |  |  |  |  |  |  |  |  |  |  |  |  |  |  |  |
| | 25. Adélaïde xứ Aquitaine                   |  |  |  |  |  |  |  |  |  |  |  |  |  |  |  |
| |                                             |  |  |  |  |  |  |  |  |  |  |  |  |  |  |  |
| |                                             |  |  |  |  |  |  |  |  |  |  |  |  |  |  |  |
| | 6. Robert I xứ Bourgogne                    |  |  |  |  |  |  |  |  |  |  |  |  |  |  |  |
| |                                             |  |  |  |  |  |  |  |  |  |  |  |  |  |  |  |
| |                                             |  |  |  |  |  |  |  |  |  |  |  |  |  |  |  |
| | 26. Guillaume I xứ Provence                 |  |  |  |  |  |  |  |  |  |  |  |  |  |  |  |
| |                                             |  |  |  |  |  |  |  |  |  |  |  |  |  |  |  |
| |                                             |  |  |  |  |  |  |  |  |  |  |  |  |  |  |  |
| | 13. Constance xứ Arles                      |  |  |  |  |  |  |  |  |  |  |  |  |  |  |  |
| |                                             |  |  |  |  |  |  |  |  |  |  |  |  |  |  |  |
| |                                             |  |  |  |  |  |  |  |  |  |  |  |  |  |  |  |
| | 27. Adélaïde xứ Anjou                       |  |  |  |  |  |  |  |  |  |  |  |  |  |  |  |
| |                                             |  |  |  |  |  |  |  |  |  |  |  |  |  |  |  |
| |                                             |  |  |  |  |  |  |  |  |  |  |  |  |  |  |  |
| | 3. Constance xứ Bourgogne                   |  |  |  |  |  |  |  |  |  |  |  |  |  |  |  |
| |                                             |  |  |  |  |  |  |  |  |  |  |  |  |  |  |  |
| |                                             |  |  |  |  |  |  |  |  |  |  |  |  |  |  |  |
| | 28. Geoffroy I xứ Semur                     |  |  |  |  |  |  |  |  |  |  |  |  |  |  |  |
| |                                             |  |  |  |  |  |  |  |  |  |  |  |  |  |  |  |
| |                                             |  |  |  |  |  |  |  |  |  |  |  |  |  |  |  |
| | 14. Dalmace I xứ Semur                      |  |  |  |  |  |  |  |  |  |  |  |  |  |  |  |
| |                                             |  |  |  |  |  |  |  |  |  |  |  |  |  |  |  |
| |                                             |  |  |  |  |  |  |  |  |  |  |  |  |  |  |  |
| | 7. Hélie xứ Semur                           |  |  |  |  |  |  |  |  |  |  |  |  |  |  |  |
| |                                             |  |  |  |  |  |  |  |  |  |  |  |  |  |  |  |
| |                                             |  |  |  |  |  |  |  |  |  |  |  |  |  |  |  |
| | 15. Aremburge xứ Bourgogne                  |  |  |  |  |  |  |  |  |  |  |  |  |  |  |  |
| |                                             |  |  |  |  |  |  |  |  |  |  |  |  |  |  |  |
| |                                             |  |  |  |  |  |  |  |  |  |  |  |  |  |  |  |